# 개옻나무
개옻나무는 옻나무과의 나무이다. 학명은 Rhus trichocarpa이다. 대한민국이 원산지이며 일본과 중국에도 서식한다.

## 생태
산기슭이나 중턱에서 절로 자란다. 갈잎작은키나무로 키가 7 미터에 달하나, 대개 떨기나무로 보인다. 어린 가지는 붉은색이 돌고 갈색 털이 많이 난다. 나무껍질은 회갈색이거나 회백색을 띠고 세로로 줄이 있다. 잎은 어긋나고 홀수 깃꼴겹잎으로 전체적으로 털이 난다. 작은 잎은 13~17개이고 달걀 또는 긴 타원 모양이다. 대개 가장자리가 밋밋하지만 톱니 2~3개가 있는 것도 있다. 길이 4~10 센티미터, 너비 3~5 센티미터 정도이며 끝이 뾰족하다. 잎자루는 짧고 붉다. 꽃은 암수딴그루로 5~6월에 잎겨드랑이에서 나온 원추꽃차례에 피는데, 황록색이고 역시 갈색 털이 빽빽하게 나며 꽃받침, 꽃잎, 수술이 5개씩이다. 열매는 동글납작하며 지름 5~6 밀리미터 정도의 핵과로 10월에 황갈색으로 익는데 가시 같은 털이 많다.
줄기, 잎, 꽃, 열매에 많이 나는 털로 옻나무와 구별한다.

## 사진

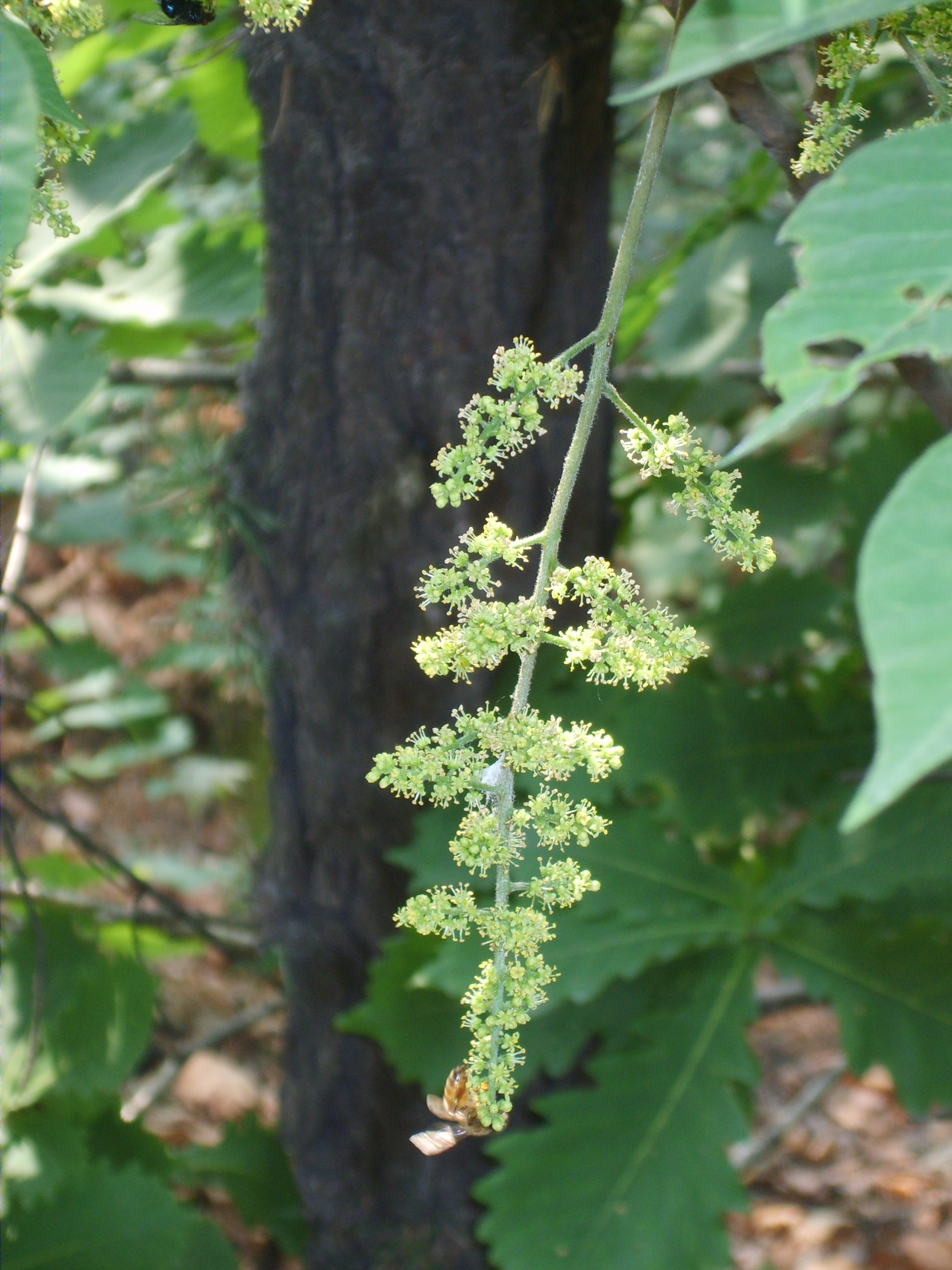
꽃
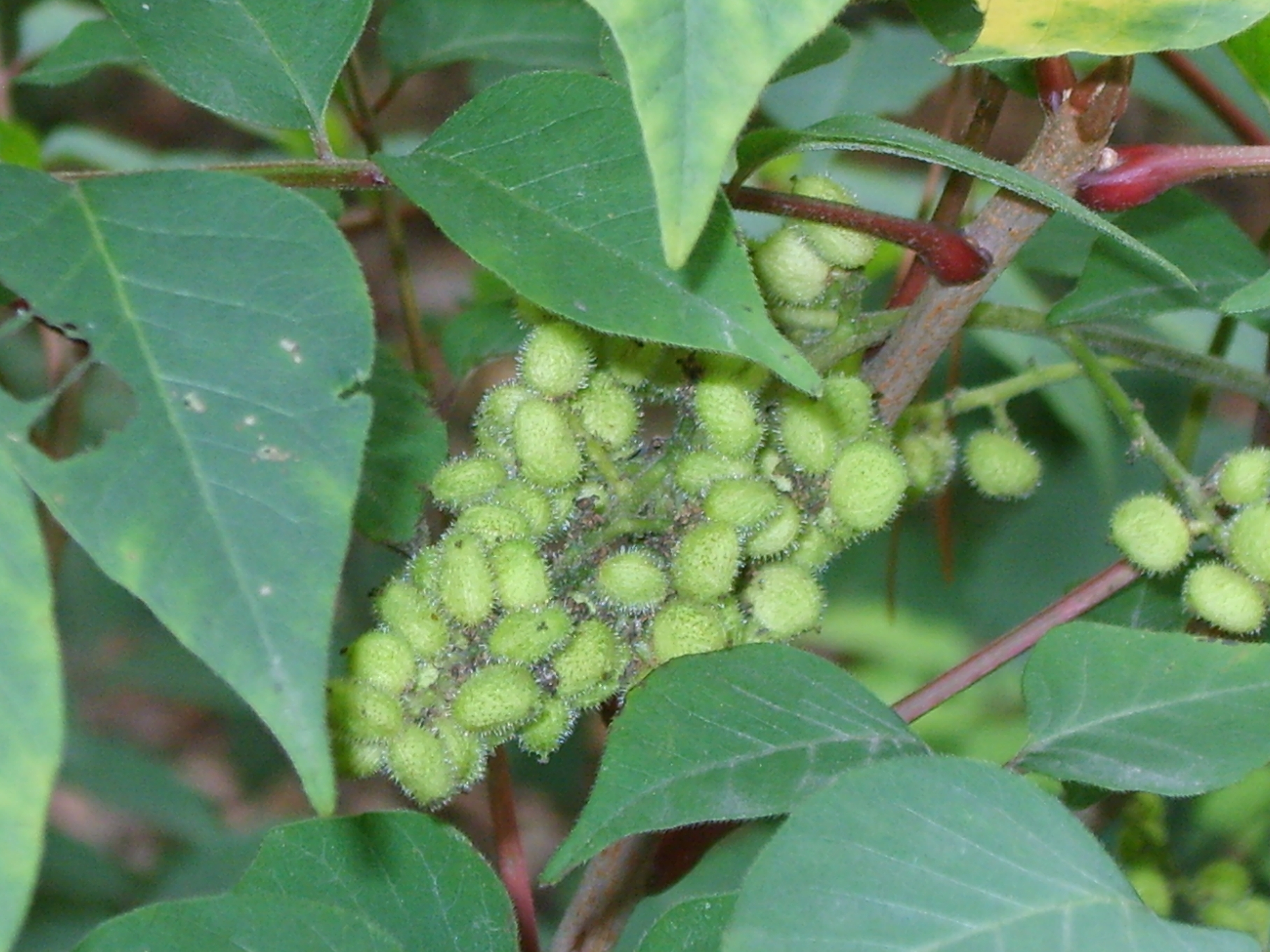
털이 많은 열매.
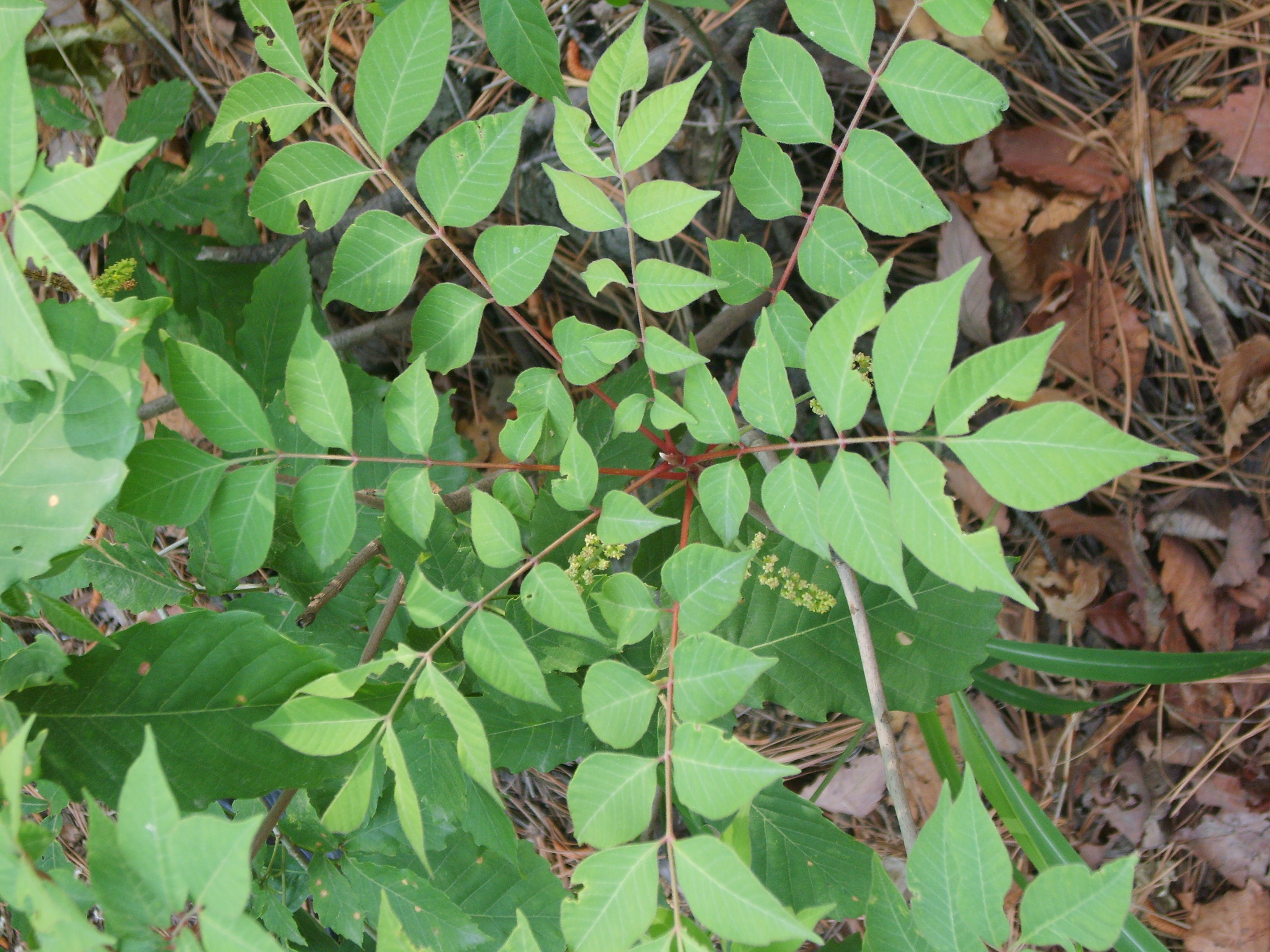
잎가지

## 참고 문헌
- 윤주복 (2004). 《나무 쉽게 찾기》. 진선출판사. ISBN 978-89-7221-414-4.
- 전의식; 오병훈; 송홍선 (2008). 《서울나무도감》. 풀꽃나무. ISBN 978-89-88452-08-0.
- 고경식; 김윤식 (1988). 《원색한국식물도감》. 아카데미서적.
- 풀베개